# Platystemon
Platystemon é um género botânico pertencente à família Papaveraceae.

## Espécies
- Platystemon californicus

1. ↑  «Platystemon — World Flora Online». www.worldfloraonline.org. Consultado em 19 de agosto de 2020